# Vaixell capital
Vaixell capital (capital ship en anglès) significa la categoria dels vaixells més importants d'una marina (armada), la mera presència dels quals pot influir en el curs d'una batalla i marcar la diferència entre la victòria o la derrota; per tant, són els vaixells de combat més potents de la seva flota. La nau capital pertany al tipus de vaixell des del qual s'encarrega tota la flota; constitueix la seva columna vertebral i les peces centrals d'una força naval. Tanmateix, inicialment, el terme no era relatiu a una flota determinada sinó que era absolut i vàlid per a totes les flotes de combat.
El terme es va encunyar per primera vegada el 1909 i es va definir formalment als tractats de limitació dels anys vint i trenta del Tractat Naval de Washington, el Tractat Naval de Londres i el Segon Tractat Naval de Londres en aplicació als vaixells resultants de la revolució dels dreadnought i creuers de batalla. Des del final de la Segona Guerra Mundial el portaavions ha esdevingut el vaixell capital per excel·lència, un paper que abans prenia el cuirassat.

## Significat
Si el significat literal i la correspondència immediata del terme anglès capital ship pot ser vaixell capital, aquesta traducció no s'utilitza a l'armada espanyola ni a la marina francesa, i pren com a concepte d'estructura important o essencial, s'entén (i conserva) directament sota la terminologia anglesa.
Les diverses armades fan servir la seva pròpia designació per a aquest terme, per exemple, a escala de l'armada francesa, per descriure un concepte comparable, es fa servir el terme "vaixell de primera categoria".

## Història

### Inicis
La galera primitiva, de 12 rems i esperó, va ser creada i utilitzada amb èxit
pel faraó Ramsès III en la seva guerra contra la Aliança dels Pobles del Mar, dirigida pels
fenicis al segle XIII a.C. A la primera guerra marítima, quan a la batalla naval de Salamina (480 a.C.) es van enfrontar les flotes gregues amb les perses de Jerjes, el vaixell capital va ser el trirreme grec, que va demostrar la seva superioritat sobre les galeres perses. El fet que els trirrems poguessin respondre en escassa mesura a les facetes conceptuals del vaixell capital, no nega la seva condició de vaixells capitals de la seva època, ja que avantatjaven, en cadascuna de les facetes, els birremes i altres vaixells contemporanis. Donades les condicions de l'espai marítim en què es van desenvolupar les trobades de flotes a l'antiguitat, les galeres van ser els vaixells capitals fins a la batalla de Lepant, el 1571. La raó era que a la Mediterrània, amb distàncies relativament curtes, i amb vents poc constants i calmes freqüents, la galera tenia una superioritat de maniobra que li permetia seguir qualsevol rumb, mentre que als vaixells a vela els estaven
negats rumbs d'un terç del quadrant, és a dir, de 60° a cada costat del vent regnant. Si s'hagués produït una trobada entre galeres i vaixells a vela, les primeres haurien tingut el poder d'acceptar o rebutjar combat al seu arbitri.

### Antecedents
Diverses persones van ser responsables del desenvolupament dels vaixells cabdals en el segle xix. Les innovacions que es van anar duent a terme comprenien:
En primer lloc, la màquina de vapor, que es va provar com a propulsió de vaixells al voltant de l'any 1800. Un dels primers vaixells de guerra propulsats per vapor va ser la fragata de vapor Nemesis de l'any 1839 amb espelmes addicionals. Al llarg del segle xix, la propulsió a vapor va passar de ser una propulsió purament auxiliar a la propulsió principal dels vaixells, la qual cosa va fer que els aparells quedessin obsolets.
En segon lloc, al voltant de 1827, Josef Ressel va inventar la Hèlix (dispositiu) hèlix del vaixell. Això va fer possible tenir una conducció que estava completament per sota de la línia de flotació. Això va permetre protegir la propulsió del vaixell del foc dels canons, a diferència de les rodes de paletes. El primer gran vaixell propulsat per hèlix va ser el SS Great Britain de 1843.
En tercer lloc, a partir de 1819 es van desenvolupar granades explosives i armes de foc adequades, més tard amb canons estriats. Això va augmentar la potència de foc dels canons fins al punt que els anteriors vaixells de fusta de línia no van poder resistir el foc. Per exemple, a la batalla naval de Trafalgar de 1805, que es va lliurar amb canons convencionals i va durar un dia, un dels 60 vaixells de línia involucrats es va enfonsar. Per contra, la flota turca va quedar en gran part enfonsada en la batalla naval de Batalla de Sinope el 1853, en la qual Rússia va utilitzar canons de magranes.
En quart lloc, com a resultat d'aquests canons més potents, el blindatge del casc es va fer de ferro i de fusta, i més tard d'acer adequat. Es va utilitzar durant la Guerra de Crimea, primer per a bateries flotants i després, a partir de 1859, en els vaixells oceànics La Gloire i Warrior.
En cinquè lloc, la necessitat d'instal·lar un petit nombre de canons el més pesats possible per poder perforar el blindatge va donar origen a la torreta a partir de 1861 gràcies al treball de l'enginyer John Ericsson.
Aquestes cinc innovacions es van combinar per primera vegada al Monitor, acabat el 1862, que va lliurar la primera batalla naval de la història entre vaixells blindats contra Virgínia el 9 de març de 1862. Tot i això, no estava en condicions de navegar.
En un desenvolupament continu que no va ser uniforme fins al voltant de 1890, es va intentar combinar les propietats de potència de foc, protecció del blindatge, velocitat i navegabilitat, prescindint cada cop més dels aparells en favor de màquines més potents. Els vaixells eren de vegades molt diferents, per la qual cosa es van crear vaixells torre i casamates.
Cada vegada més, calia trobar protecció contra els torpeders que van aparèixer a partir de 1872, la qual cosa es va fer instal·lant cada vegada més canons més petits per a la defensa.
A partir del 1890 va sorgir el tipus de vaixell de línia estàndard, relativament uniforme a escala internacional. Es tractava de vaixells que normalment desplaçaven al voltant de 14.000 ts, estaven armats amb quatre canons de calibre 30,5 cm, diversos canons més petits i artilleria antitorpeders, tenien blindatge pesant i tenien una velocitat al voltant de 17 nusos amb màquines de vapor de triple expansió. La seva grandària i armament van augmentar amb els semicuirassats al voltant de 1905 fins a un desplaçament de 18.000 tones i quatre canons de 30,5 cm i dotze de 24 cm. A partir d'ells, el desenvolupament va conduir les naus capitals. Els creuers blindats van formar la seva pròpia línia de desenvolupament.
Només va tenir lloc una batalla entre vaixells de línia unificats, la batalla de Tsushima.

## Era de la vela
Abans de l'arribada dels vaixells construïts amb metall i propulsats mecànicament, a l'últim terç del segle xix els vaixells capitals eren tradicionalment els navilis de línia.
A l'Armada Espanyola, es classificaven segons el nombre de ponts i canons que posseïen.
A la Royal Navy, estaven categoritzats com de primera, segona i tercera classe:
- Primera classe: 100 o més canons, normalment en 3 o 4 ponts (o cobertes).
- Segona classe: 90 a 98 canons
- Tercera classe: 64 a 80 canons (encara que els de tercera classe amb 64 canons eren molt petits i no eren molt nombrosos).

Les fragates, segons la denominació de l'Armada Espanyola, estaven categoritzades com a navilis de quart o cinquena classe a la Royal Navy, mentre que les corbetes ho estaven com a navilis de sisena classe.

## Cuirassats i creuers de batalla

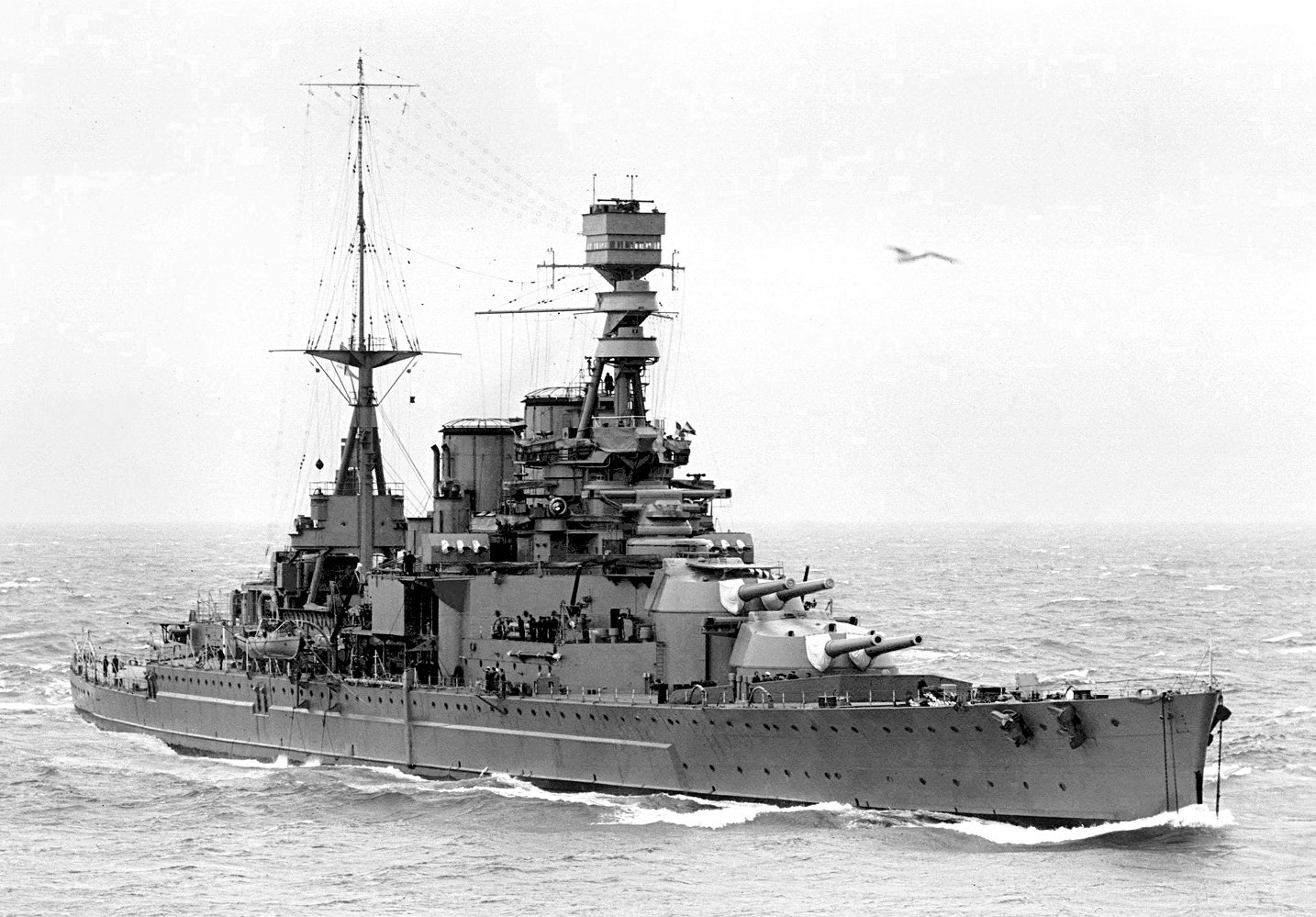
El Creuer de batalla britànic HMS Repulse de 1916

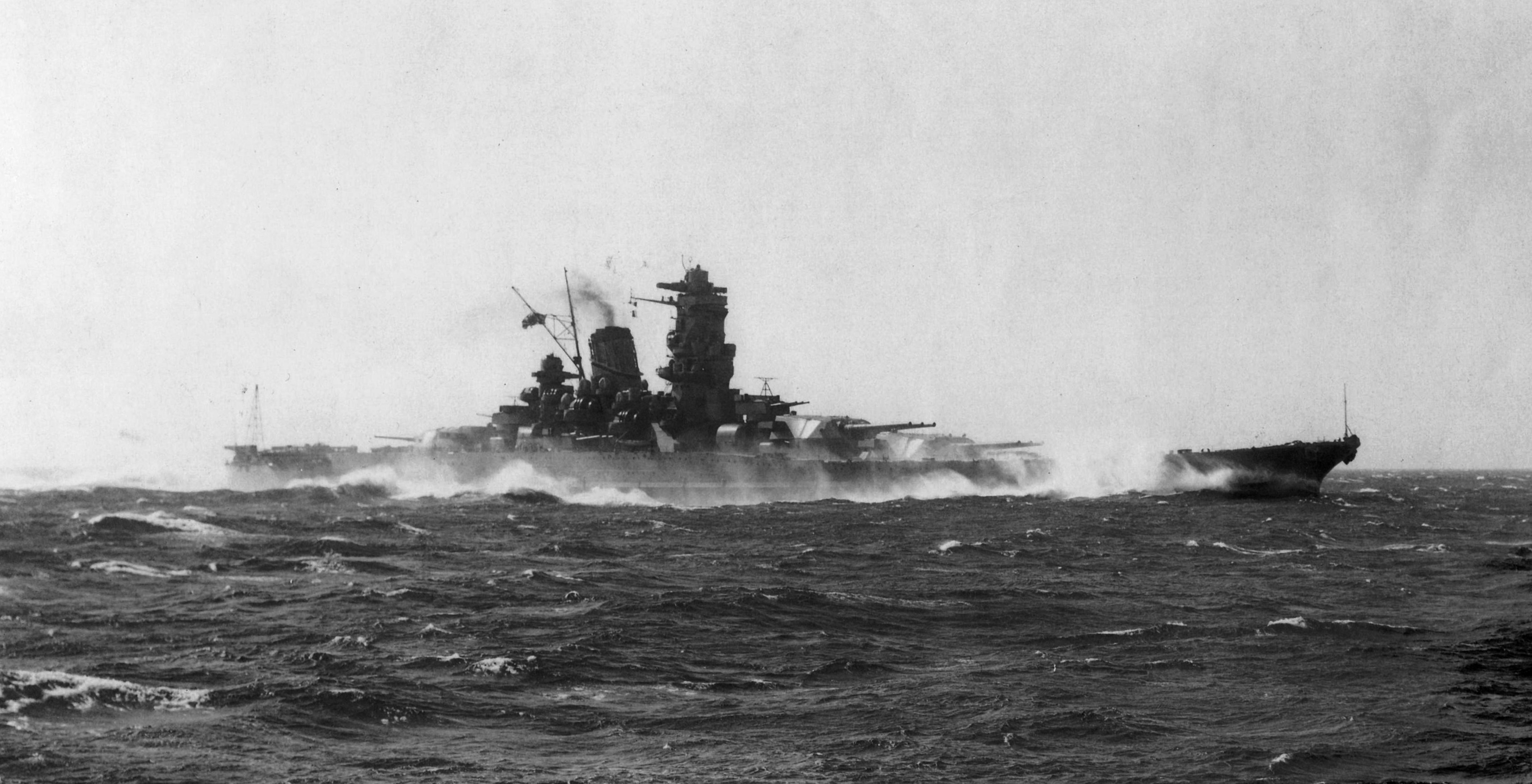
El cuirassat de l'armada imperial japonesa Yamato, el vaixell líder de la classe de vaixells de guerra japonesos, el 1941.

La definició de vaixell capital es va formalitzar en els tractats navals de 1920, 1930 i 1936 de Londres i Washington. S'aplicava principalment als vaixells resultants de la revolució Dreadnought. Aquests vaixells eren els cuirassats Dreadnought (també denominats inicialment simplement Dreadnoughts i, més tard, en anar desapareixent els seus predecessors, simplement com a cuirassats) i els creuers de batalla.
Al segle xx, especialment en les dues conteses mundials, els vaixells capitals típics eren els cuirassats i creuers de batalla. Tots ells vaixells de 20000 t o més de desplaçament, amb canons de gruix calibre i un pesat blindatge. Els creuers pesats, encara que començaven a ser importants, no eren considerats com a vaixells capitals.
Una excepció serien els creuers alemanys de la Segona Guerra Mundial pertanyents a la classe Deutschland. Encara que aquesta classe era tècnicament similar a un creuer pesat, la inclusió de canons de gruix calibre els va atorgar generalment la consideració de vaixell capital (prenent d'aquí el sobrenom britànic de Pocket battleship, o cuirassat de butxaca). Els creuers de la classe Alaska, encara que eren majors que un creuer pesat i no eren en realitat cuirassats/creuers de batalla, també han estat considerats com a vaixells capitals.

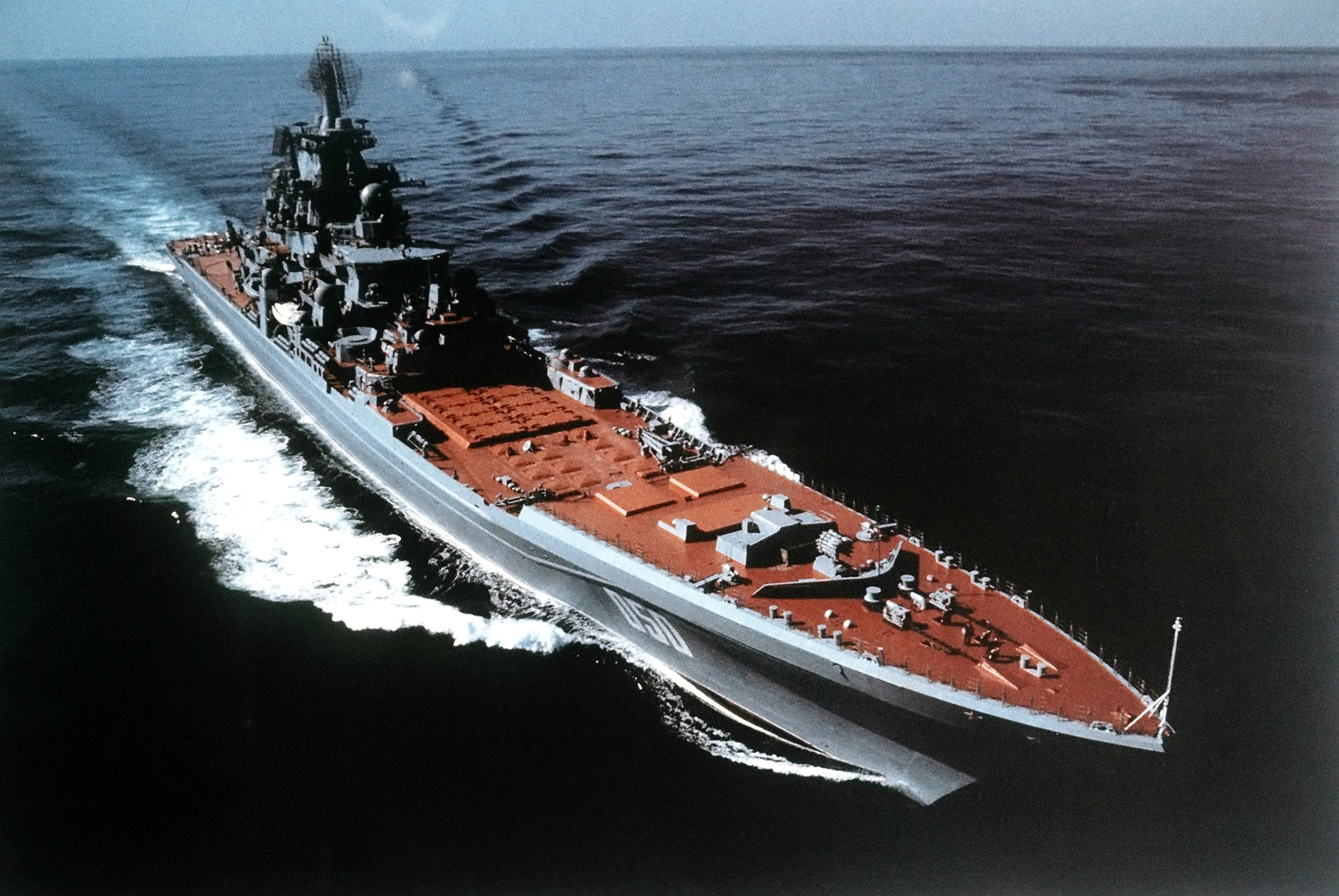
Una vista d'estribord del creuer de míssils guiats de propulsió nuclear classe Kirov soviètic FRUNZE en marxa (1986).

Durant la Guerra Freda, els creuers de la classe Kírov de l'Armada Soviètica, amb un desplaçament prou gran per a rivalitzar amb un vaixell capital de l'època de la Segona Guerra Mundial, fa que alguns els cataloguin com els creuers de batalla d'una nova era, encara que altres consideren els Kírov com un creuer llançamíssils guiats de grans dimensions.

## Variants especials
A més dels cuirassats, creuers de batalla i cuirassats ràpids descrits anteriorment, es van crear tres tipus especials per a espectres de missions especials.

### Classe Courageous

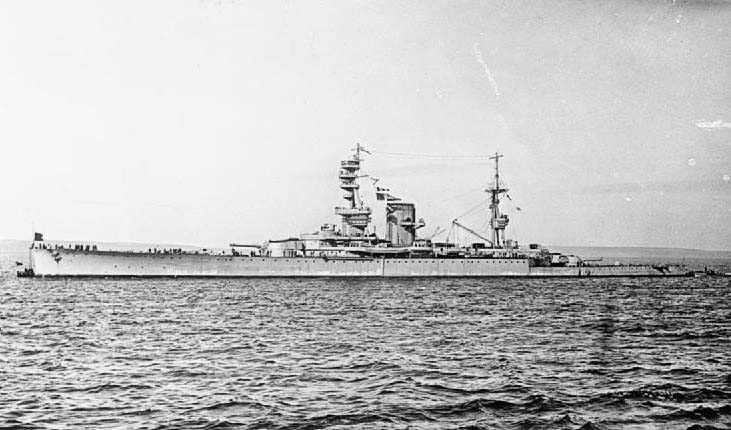
HMS Courageous abans de la conversió.

Aquests van ser primer els grans creuers lleugers britànics de la classe Courageous de 1915. Es tractava de tres vaixells, Courageous i  Glorious amb quatre canons de 38,1 cm, Furious amb dos canons de 45,7 cm, destinats a recolzar un desembarcament rus previst a la costa alemanya del Bàltic durant la Primera Guerra Mundial. Per tant, havien de ser ràpids, estar fortament armats i tenir poc calat. No eren adequats per a una batalla naval a causa del seu feble blindatge i van ser convertits en portaavions després de la Primera Guerra Mundial.

### Classe Deutschland

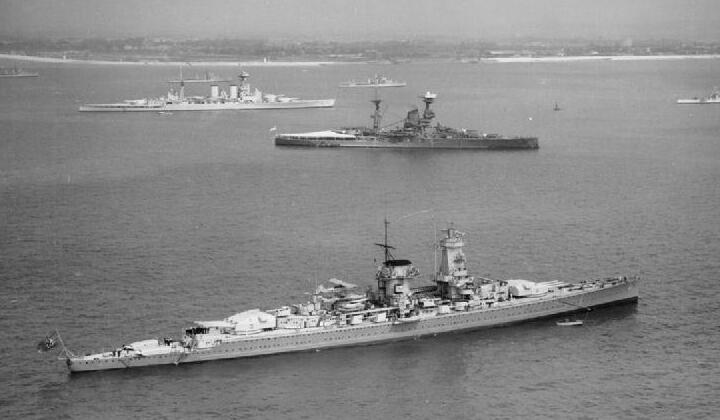
Almirall Graf Spee a Spithead 1937, al fons amb dues xemeneies HMS Hood

La segona va ser la classe Deutschland de 1929, construïda sota els termes del Tractat de Versalles, però massa gran. Es tractava més aviat d'una mena de creuers amb armament molt pesat, gran velocitat, llarg abast i blindatge de creuer. Estaven destinats a lliurar una guerra comercial a l'Atlàntic en una possible guerra contra França i no podien ser derrotats per creuers ni perseguits per cuirassats. El Admiral Graf Spee va resultar tan danyat per tres creuers britànics a la desembocadura del Riu de la Plata en 1939 que posteriorment va ser enfonsat. Els altres dos vaixells Deutschland i Admiral Scheer van ser greument danyats en atacs aeris poc abans del final de la guerra i posteriorment desballestats.

### Classe Alaska

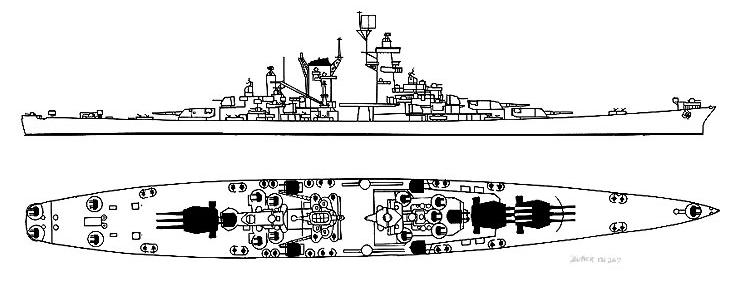
Esquema de la classe Alaska equipat cap el 1945.

La tercera va ser la classe Alaska (1944) nord-americana. Es tractava de creuers molt grans, ràpids i fortament armats. Es van construir a partir del 1941 per combatre els creuers pesants japonesos, però després es van utilitzar com a protecció de portaavions i es van desballestar el 1961.

## Portaavions
Des de mitjans de la Segona Guerra Mundial, els portaavions són universalment considerats com a vaixells capitals. La US Navy es va veure forçada a aquest canvi quan, després de l'atac a Pearl Harbor, van ser enfonsats o danyats vuit dels cuirassats de què disposava a la flota del Pacífic.
Al començament del segle xxi, els portaavions són els últims romanents dels vaixells capitals, amb cobertes corregudes per a aeronaus en lloc de cobertes atestades de canons de diversos calibres. Sol admetre's que els Estats Units posseeixen la supremacia en aquesta categoria, no només pels seus 11 superportavions, capaços cadascun d'ells de transportar prop de 100 aeronaus, sinó pels 12 vaixells d'assalt amfibi que, en la seva configuració Sea Control Ship, són capaços d'operar com els portaavions lleugers que transporten avions amb capacitat VSTOL usats per altres nacions (Gran Bretanya, Índia, Itàlia, Espanya i Tailàndia).
En aquest sentit, el vaixell capital de l'armada espanyola podria ser considerat el portahelicòpters Juan Carlos I (L-61).